# White House Honey Ale
White House Honey Ale  es la primera cerveza que se sabe que se fabricó en la casa blanca, La creación de la cerveza se inició el enero de 2011 a petición del expresidente estadounidense Barack Obama, quien compró un "Homebrewing Kit" (kit de preparación de cerveza casera) con su propio dinero. Actualmente se conoce que se han preparado tres tipos de cervezas: Honey Ale: White House Honey Blonde Ale, White House Honey Porter y White House Honey Brown

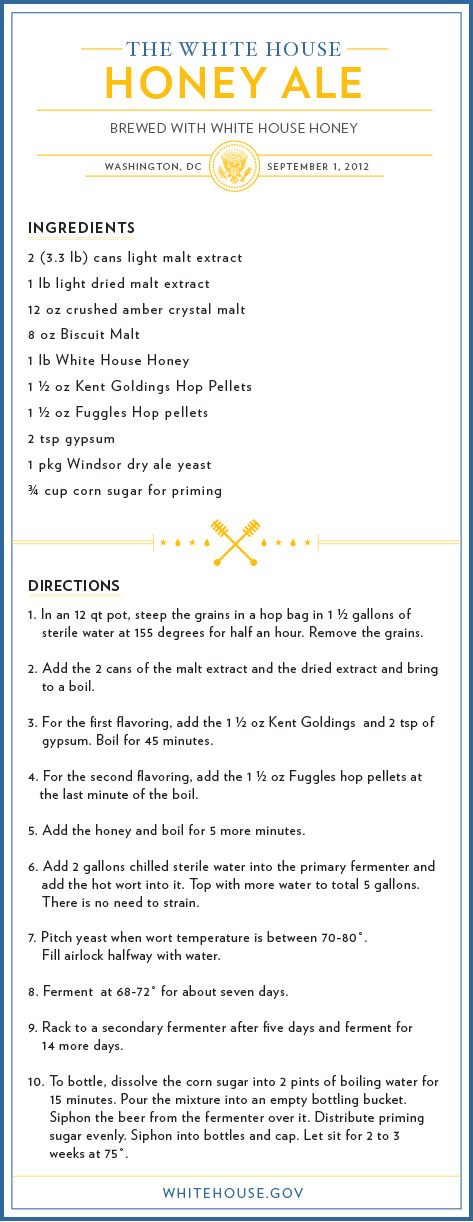

## Antecedentes

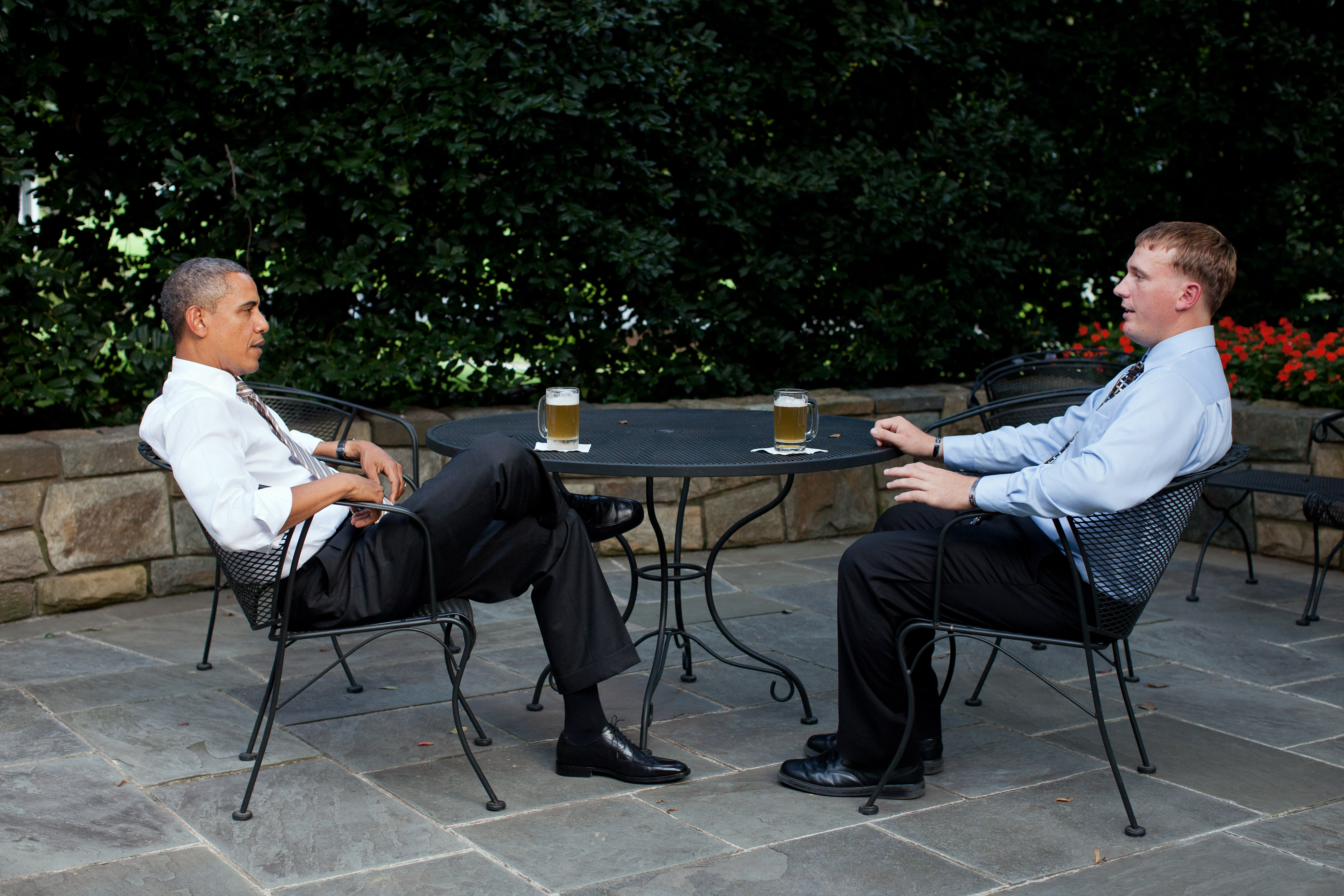
El presidente Obama y Dakota Meyer tomando una cerveza el 15 de septiembre de 2011

Según los cocineros de la Casa Blanca la cerveza se prepara de manera tradicional antes de ser embotellada, incluye miel obtenida del jardín sur de la Casa Blanca. El logotipo de la cerveza es un dibujo de la Casa Blanca con un fondo marrón y rodeado de amarillo
Se elabora para distintos tipos de eventos celebrados en la Casa Blanca. En la Super Bowl había alrededor de 200 invitados, entre ellos celebridades y miembros del congreso, fue uno de los primeros eventos en el que se sirvió la cerveza. Se produjeron unos 38 Litros para el evento, alrededor de unas 90-100 botellas fabricadas por los cocineros de la Casa Blanca. También se embotellaron algunas para el  Día de San Patricio.

## Petición de la receta
El 21 de agosto de 2012, al menos dos solicitudes de la Ley de Libertad de Información fueron enviados a la Casa Blanca buscando la receta de la White House Honey Ale. El 29 de agosto de 2012 durante una sesión de preguntas en Reddit Obama anunció que la receta se haría pública.
La receta se publicó el 1 de septiembre de 2012 en el blog de la Casa blanca